# Grog (film)
Pour les articles homonymes, voir Grog (homonymie).
Pour plus de détails, voir Fiche technique et Distribution.
Grog est une comédie dramatique italienne réalisée par Francesco Laudadio et sortie en 1982.

## Synopsis
Deux détenus s'évadent lors d'une émeute grâce à un gardien de prison taciturne jusqu'à la catatonie. Ils s'introduisent ensuite dans une maison de maître où ils enlèvent sept personnes. Assiégés par les forces de l'ordre, leur prise d'otage est filmée en direct avec un animateur qui assure le spectacle afin d'assurer l'audimat et la vente de publicité sur sa chaîne. 

## Fiche technique
- Titre original italien : Grog[1]
- Réalisateur : Francesco Laudadio
- Scénario : Francesco Laudadio, Silvia Napolitano
- Photographie : Giuseppe Maccari (it)
- Montage : Gino Bartolini
- Musique : Paolo Conte, Jimmy Fontana, Lilli Greco (it), Uniplux (it)
- Décors : Lorenzo Baraldi (it)
- Costumes : Nicoletta Ercole (it)
- Société de production : Film Coop, RAI-Radiotelevisione Italiana (Rete 2)
- Pays de production :  Italie
- Langue originale : italien
- Format : Couleurs - 1,85:1 - Son mono - 35 mm
- Durée : 100 minutes
- Genre : Comédie dramatique
- Dates de sortie :
  - Italie : 1er septembre 1982 (Mostra de Venise 1982) ; 12 novembre 1982 (Milan)

## Distribution
- Franco Nero : Nicola Fanelli, le prisonnier évadé
- Omero Antonutti : l'avocat Enrico Manzi
- Sandra Milo : Vittoria De Rossi
- Cristina Sánchez Pascual : Lola Gomez
- Gabriele Ferzetti : professeur Alberto De Rossi
- Michele Mirabella : le journaliste Gino Baldello
- Renato Cecchetto : le comptable Toffolutti
- Christian De Sica : Stella, l'animatrice de télévision
- Claudio Cassinelli : commissaire Mazzanti
- Eros Pagni : Sandro Galli, le correspondant de télévision
- Franco Javarone : Pasquale Dicillo, le prisonnier évadé
- Lunetta Savino : Elena De Rossi
- Donatella Damiani : Patrizia, l'assistance télé
- Annabella Schiavone : Maria Sabatini, la femme de chambre